# 貝亞德-康迪科特大樓

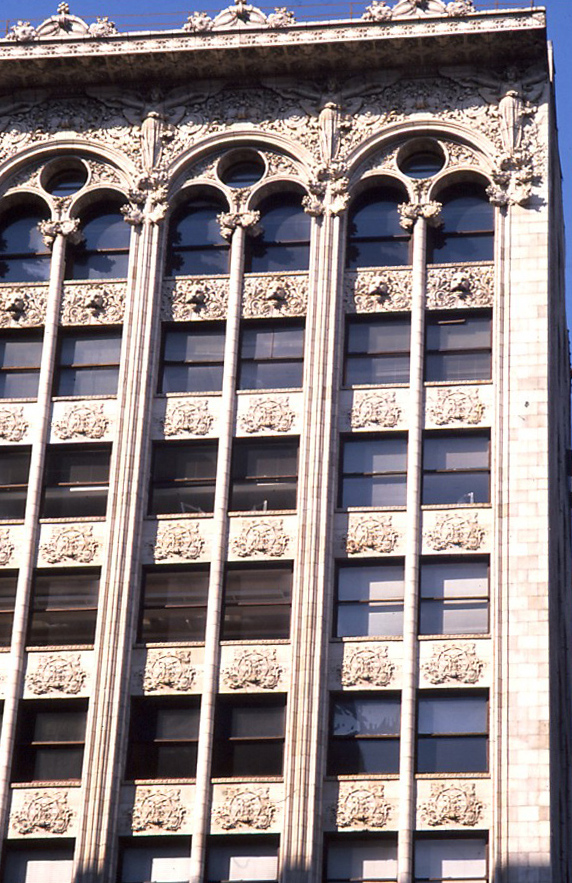

貝亞德-康迪科特大樓（Bayard–Condict Building）是位於美國紐約市曼哈頓地區的一座建築，也是建築家路易斯·沙利文在紐約市設計的唯一建築。貝亞德-康迪科特大樓修建於1897年至1899年。1975年，貝亞德-康迪科特大樓被列為紐約地標。1976年又被列入國家歷史名勝。

## 外部連結
- 维基共享资源上的相關多媒體資源：貝亞德-康迪科特大樓
- "Bayard–Condict Building" at in-Arch Net
- "Bayard–Condict Building" （页面存档备份，存于） at New York Architecture
- "Romantic Symbols: Sullivan in New York" at Columbia University's NYC Architecture site
- 美国历史建筑调查（HABS） No. NY-5485, "Bayard-Condict Building, 65-69 Bleecker Street, New York, New York County, NY", 5 photos, 7 data pages